# Didao
Didao är ett stadsdistrikt i Jixis stad på prefekturnivå i Heilongjiang-provinsen i nordöstra Kina. Det ligger omkring 320 kilometer öster om provinshuvudstaden Harbin